# Ecce homo (Elias García)
Pour les articles homonymes, voir Ecce homo (homonymie).
Ecce homo est une peinture murale réalisée par Elías García Martínez à la fin du XIXe siècle ou au début du XXe siècle, dans l'église du Sanctuaire de miséricorde (Santuario de Misericordia) de Borja (Saragosse, Espagne).
L'œuvre, décrite comme de modeste valeur artistique (« Escaso valor » / « little artistic importance »), acquiert une notoriété au niveau mondial quand Cecilia Giménez, une octogénaire du village, entreprend de son propre chef (selon les autorités locales) un travail de restauration en 2012, qui s'avèrera être un ratage complet.

## Histoire
L'œuvre suivant le thème de l'Ecce Homo a été offerte au village par l'artiste qui avait l'habitude d'y passer ses vacances. Le peintre indique sous la toile : « Ceci est le résultat de deux heures de dévotion à la Vierge de la Miséricorde »,.

## Tentative de restauration de l’œuvre
Le tableau, soumis à l'humidité, se détériorait. Lors de la tentative de restaurer l’œuvre, alors qu'elle avait déjà restauré la tunique, Cecilia Giménez perd complètement le contrôle de la situation lorsqu’elle s’attaque à la restauration du visage du Christ. Le résultat est décrit par un correspondant de BBC Europe comme ressemblant à une « esquisse au crayon d'un singe très poilu dans une tunique mal ajustée ». Par raillerie, certains internautes ont rebaptisé l'œuvre Ecce Mono (« Voici le Singe », mono signifiant « singe » en espagnol).
Outre les nombreux articles de presse, les internautes s'emparent du phénomène en proposant de nombreuses interprétations du « nouvel Ecce Homo de Borja », qui est en passe de devenir une icône populaire. Plusieurs pétitions sont lancées pour la conservation de la nouvelle version, dont une qui recueille plus de 10 000 signatures en quelques jours. Le cinéaste Alex de la Iglesia prend parti pour cette nouvelle version sur son compte Twitter, la décrivant comme une « icône de notre manière de voir le monde ». Pour l'écrivain espagnol Jesús Ferrero (en), les « mains radiantes de la dame » ont transformé le statut de la toile, qui est passé d'œuvre « académique et terriblement ancrée dans le XXe siècle » à celui « d'icône pop ».
Dans le but de collecter des fonds pour restaurer correctement l’œuvre, la visite de la peinture est devenue payante depuis mi-septembre 2012. Cecilia Giménez engage alors des avocats pour toucher, elle aussi, des subsides sur la restauration.
En août 2013, un accord signé entre Cecilia Giménez et la fondation municipale gérant le sanctuaire, attribue 49 % des droits d'auteur à l'octogénaire, le reste revenant à la fondation. Cependant, les bénéficiaires ne souhaitant pas profiter de ces revenus, ceux-ci décident de les reverser à des œuvres caritatives. À ce jour, les héritiers d'Elías García Martínez ne désirent pas participer à l’accord de répartition des droits.
Deux restauratrices d'art, Incarnation Ripollès et Mercedes Nunez ont, après expertise, jugé l'œuvre de Elías García Martínez « récupérable ».

## Succès touristique
L'intérêt des touristes pour la peinture était tel que l'église a commencé à faire payer pour voir la fresque. Dans l'année qui a suivi l'échec de la restauration, l'activité touristique a généré 40 000 visites et plus de 50 000 € pour une association caritative locale,.
Cecilia Giménez a demandé une part des redevances. Son avocat a dit qu'elle voulait sa part des bénéfices pour aider les organismes caritatifs de dystrophie musculaire, parce que son fils souffre de la maladie,.
En 2016, le nombre de touristes visitant la ville est passé de 6 000 à 57 000. En plus de dépenser de l'argent dans les entreprises locales, les visiteurs ont fait don de 50 000 € à l'église. L'argent a été utilisé pour employer d'autres préposés à l'église et pour financer une maison de retraite. Le 16 mars 2016, un centre d'interprétation dédié à l'œuvre a été ouvert à Borja.